# Chat à neuf queues
Pour les articles homonymes, voir Chat à neuf queues (homonymie).

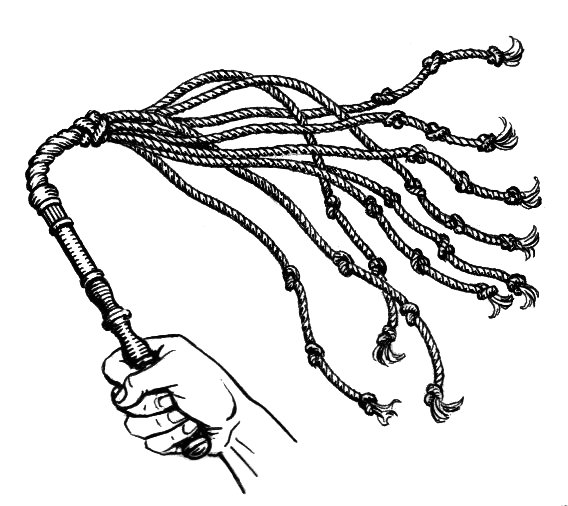

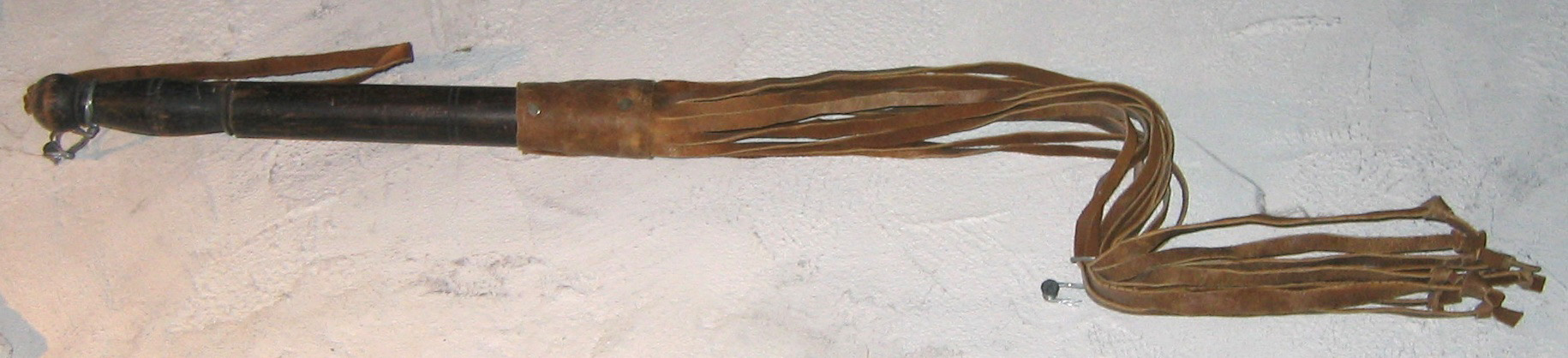
Chat à neuf queues, au musée des tortures à Fribourg-en-Brisgau.

Un chat à neuf queues est un instrument de torture — un fouet — composé d'un manche de bois de 30 à 40 cm de long auquel sont fixées neuf cordes ou lanières de cuir d'une longueur qui varie de 40 à 60 cm dont chaque extrémité mobile se termine par un nœud parfois doté d'une griffe en métal.

## Usage
Les pirates notamment s'en servaient pour punir. Le marin qui allait être fouetté devait lui-même faire les nœuds. Un chat à neuf queues ne servait qu'une seule fois car les cordes ensanglantées transmettaient des infections.
Le cat o'nine tails fut utilisé comme sanction disciplinaire dans l'armée britannique. Supprimé en 1838 dans l'armée de terre, il fut néanmoins rétabli quelques années plus tard. Il est aboli définitivement vers 1870.
Il semblerait que le chat à neuf queues ait fréquemment été utilisé dans des camps de concentration pendant la seconde guerre mondiale pour punir les prisonniers ou les torturer, comme en témoigne Rudolf Vrba dans son livre Je me suis évadé d'Auschwitz.
L'objet est également utilisé comme instrument de jeu érotique ou punition dans le BDSM. Voir par exemple la scène où Charlotte Gainsbourg participe à la création de son propre Cat'O Nine dans le film Nymphomaniac de Lars von Trier.

## Étymologie
La première mention du terme apparaît en 1695, même si l'arme est bien plus ancienne. L'objet a probablement pris ce nom du fait de ses « griffes », qui infligeaient des blessures parallèles. Il y a des termes équivalents dans beaucoup de langues, généralement strictement traduit, et aussi des termes analogues faisant référence au nombre de queues d'un instrument similaire, comme le zevenstaart (« sept queues ») ou le negenstaart (« neuf queues ») néerlandais, ou encore le gato de nueve colas espagnol.

## En littérature
Dans Londres de Louis-Ferdinand Céline, deux proxénètes ont subi le supplice. L'un a été condamné à deux ans de « dur labeur » dans la prison du Dartmoor. Il a subi vingt coups de chat à neuf queues à l'entrée, vingt coups à la sortie. Selon lui, une plaque de cuir épais est posée en travers des reins, pour éviter qu'ils ne sautent.
Dans les Les Révoltés de la Bounty de Charles Nordhoff et James Norman Hall, la punition est appliquée par le capitaine William Bligh a John Mill en raison de son comportement envers l’écrivain de bord.